# São José do Divino (Piauí)
São José do Divino est une municipalité brésilienne située dans l'État du Piauí.